# Science Museum (London)
Science Museum er et museum for naturvidenskab og teknologi på Exhibition Road i South Kensington i London. Det er en del af National Museum of Science and Industry.
Det blev grundlagt i 1857 med Bennet Woodcroft som leder. Samlingen blev doneret af Royal Society of Arts og overskudslageret fra The Great Exhibition. I begyndelsen indgik det i South Kensington Museum sammen med Victoria and Albert Museum, men det blev udskilt som Museum of Patents i 1858 og Patent Office Museum i 1863. I 1865 fik den videnskabelige og teknologiske samling sit nuværende navn, mens kunstsamlingen blev overladt til Victoria and Albert. Patent Office Museum fortsatte som en selvstændig enhed til 1909, da det blev indlemmet i Science Museum. 
Museet har mere end 300.000 genstande i samlingen, med flere berømte udstillingsobjekter som Stephensons The Rocket, Puffing Billy, den første jetmotor, en rekonstruktion af Francis Crick og James Watsons model af DNA, nogle af de ældste bevarede dampmaskiner, et fungerende eksemplar af Charles Babbages Difference engine, Apollo 10-rumkapslen Charlie Brown (Søren Brun) og den første prototype på titusindeårsuret Clock of the Long Now. Det er flere hundrede interaktive udstillingsobjekter, og en IMAX 3D-biograf, samt Henry Wellcomes medicinhistoriske samling. 
Ud over museumsdriften er Science Museum en internationalt anerkendt forskningsinstitution.[kilde mangler] Biblioteket var indtil 1960'erne Storbritanniens nationalbibliotek for naturvidenskab, medicin og teknologi. Det drives sammen med Imperial College Londons bibliotek. Siden 2004 har bibliotekets fremtid været usikker, fordi museet er ude af stand til at betale sin del af omkostningerne.[kilde mangler]